# L'Attaque des Titans (film)
Pour les articles homonymes, voir Attack on Titan.
Pour plus de détails, voir Fiche technique et Distribution.
L'Attaque des Titans (進撃の巨人, Shingeki no Kyojin, litt. « Le titan assaillant ») est un film fantastique japonais par Shinji Higuchi, sorti en 2015.
Inspiré du manga L'Attaque des Titans de Hajime Isayama, il est divisé en deux parties, dont la première est sortie le 1er août 2015 au Japon et la seconde intitulée Attack on Titan: End of the World (進撃の巨人 エンド オブ ザ ワールド, Shingeki no Kyojin: Endo obu za Wārudo, litt. « Le géant assaillant : la Fin du monde »), le 19 septembre 2015.

## Synopsis

### Partie 1
Il y a 100 ans, les Titans sont apparus et ont décimé la majeure partie de l’humanité. Pour arrêter leur avancée, l’humanité a construit une série de murs et a continué à vivre en paix. Dans le village actuel de Monzen, Eren exprime à ses amis, Armin et Mikasa, son désir de quitter les limites du Mur Extérieur et de voir le monde extérieur. Après une tentative ratée d’approcher le mur, Souda, le capitaine de la garnison, leur explique que l’armée rassemble un régiment de reconnaissance pour explorer au-delà des murs. Cependant, le mur est soudainement attaqué par le Colossal Titan. Le mur est percé et les Titans entrent dans le village, mangeant les gens et se régénérant lorsqu’ils sont blessés. Lorsque Mikasa tente de sauver un bébé, elle est séparée d’Eren et est présumée tuée.
Deux ans plus tard, Eren et Armin entrent dans le régiment de scouts, avec Sasha, Jean et d’autres. L’équipe, dirigée par le commandant de la police militaire Kubal, se déplace dans l’une des villes du mur extérieur. Le groupe est ensuite attaqué par les Titans mais est sauvé par le capitaine Shikishima et Mikasa, qui a survécu à l’attaque d’il y a deux ans et fait maintenant partie des Scouts. Mikasa refuse de parler à Eren, agissant comme s’il était un étranger sans raison. Eren finit par confronter Mikasa et elle lui révèle que l’expérience lui a fait réaliser que le monde est cruel. Après avoir réalisé que Mikasa et Shikishima sont très probablement ensemble, Eren est une fois de plus dévasté.
Lorsque d’autres Titans les surprennent, Kubal se retire, laissant les Scouts se débrouiller seuls. Lil, qui vient de perdre son amant, se sacrifie. Jean tente de convaincre Eren de s’enfuir, mais Eren choisit de se défendre avant de perdre sa jambe dans le processus. Eren parvient à sauver Armin d’être mangé, mais au prix de sa propre vie. Bien qu’anéantie par la mort d’Eren, Mikasa se bat jusqu’à ce qu’elle soit à court de carburant et se retrouve face à face avec le même Titan qui a mangé Eren. Cependant, un Titan émerge de l’intérieur et commence à combattre les autres Titans. Souda et Mikasa se rendent compte que le Titan est Eren. Après qu’il ait commencé à s’effondrer, Mikasa libère Eren de sa carapace de Titan.

### Partie 2
Des années auparavant, un jeune Eren se voit injecter de force un sérum expérimental par son père, mais peu de temps après que la mère d’Eren le découvre, une escouade de la police militaire fait irruption, emmenant les parents d’Eren et brûlant l’endroit. Eren survit avec l’aide de Souda. Dans le présent, Eren est capturé par Kubal et son escadron, croyant qu’il est une menace pour l’humanité. Mikasa ne fait rien pour le défendre. Armin et Souda tentent de persuader Kubal d’épargner la vie d’Eren, mais Souda est tué. Avant qu’Eren ne soit exécuté, un Titan fait irruption, tuant Kubal et son escadron, prend Eren, mais épargne Mikasa et ses camarades.
Eren se réveille dans un mystérieux bunker avec Shikishima, qui révèle les origines des Titans comme une expérience militaire qui a mal tourné et qui s’est rapidement transformée en un virus qui a transformé les gens en Titans et décimé l’humanité. Shikishima prévoit de lancer un coup d’État contre le gouvernement corrompu qui opprime son peuple avec les murs et la peur des Titans. Eren apprend que Shikishima a stocké certaines des armes d’avant la guerre des Titans et accepte de l’aider.
Hange, Mikasa et les autres récupèrent une bombe qui n’a pas explosé dans la ville natale d’Eren dans l’espoir de l’utiliser pour sceller le mur extérieur. Ils rencontrent les troupes de Shikishima et retrouvent Eren. Cependant, Shikishima tente de les recruter dans son coup d’État, révélant qu’il prévoit d’utiliser la bombe ratée non pas pour sceller le mur mais pour faire exploser la capitale et laisser les Titans prendre le contrôle de tout, libérant ainsi l’humanité. Réalisant que d’autres vies innocentes seraient perdues, Eren s’oppose à Shikishima. Alors qu’ils se battent, Sannagi se sacrifie pour faire tomber une tour voisine qui tombe sur le stock d’armes, la faisant exploser pendant que les autres s’échappent avec la bombe. Cependant, Shikishima réapparaît dans le camion et se poignarde lui-même, se révélant être le Titan qui a pris Eren plus tôt. Le gang attaque Shikishima, qui écrase Eren contre un mur, mais Eren se transforme en sa forme de Titan et bat Shikishima. Le titan Eren escalade le mur et pose la bombe, reprenant sa forme humaine pendant qu’Armin met la mèche.
Ayant survécu à l’attaque précédente, Kubal veut que le groupe abandonne Eren et retourne à l’intérieur, mais ils refusent. Kubal tire sur Armin, mais est abattu par Sasha et tombe, se transformant en le Titan Colossal qui a en fait percé le mur extérieur dans la partie 1. Quand Eren, Mikasa et Jean tentent de sauter sur le dos du Titan Colossal, Jean est tué. La bombe n’explose pas, alors Mikasa essaie de faire fonctionner à nouveau la mèche de la bombe, mais est confronté à Shikishima. Eren tente de pénétrer dans la nuque du Titan Colossal mais est renversé. Shikishima se sacrifie en se transformant en Titan et en logeant la bombe dans la gueule du Titan Colossal. La détonation réussit à fermer le trou dans le mur et Eren et Mikasa se tiennent en haut du mur surplombant l’océan.
Dans une scène post-générique, des images de la bataille avec le Titan Colossal sont analysées, dans le bunker de Shikishima, par un personnage hors champ, qui dit que l’imprévisibilité d’Eren et Mikasa est ce qui les rend « fascinants ».

## Fiche technique
- Titre original : 進撃の巨人
- Titre international : Attack on Titan
- Titre français : L'Attaque des Titans
- Réalisation : Shinji Higuchi
- Scénario : Yūsuke Watanabe et Tomohiro Machiyama, d'après le manga éponyme de Hajime Isayama
- Direction artistique : Takeshi Shimizu
- Costumes : Shin'ichi Mita
- Photographie : Shoji Ehara
- Musique : Shiro Sagisu
- Production : Yûji Ishida et Genki Kawamura
- Sociétés de production : Tōhō Pictures ; Kôdansha, Licri et Nikkatsu (coproductions)
- Société de distribution : Tōhō
- Pays d'origine :  Japon
- Langue originale : japonais
- Format : couleur
- Genre : fantastique
- Durée : 98 minutes (première partie) ; 87 minutes (seconde partie)
- Dates de sortie :
  - L'Attaque des Titans, première partie :
    - États-Unis : 14 juillet 2015 (avant-première à Los Angeles) ; 30 septembre 2015 (nationale)
    - Japon : 1er août 2015

  - L'Attaque des Titans, seconde partie : 
    - Hong Kong, Japon : 19 septembre 2015 (avant-première)

## Distribution
- Haruma Miura : Eren Jäger
- Kiko Mizuhara : Mikasa Ackerman
- Kanata Hongō : Armin Arlelt
- Hiroki Hasegawa : Shikishima
- Takahiro Miura : Jean Kirschtein
- Nanami Sakuraba : Sasha Braus
- Satoru Matsuo : Sannagi
- Shu Watanabe : Fukushi
- Ayame Misaki : Hiana
- Rina Takeda : Lil
- Satomi Ishihara : Hansi Zoe
- Pierre Taki : Souda
- Jun Kunimura : Kubal

## Production

### Développement
L’adaptation en film live du manga L'Attaque des Titans est annoncée en octobre 2011 pour une sortie à l’automne 2013,. Tetsuya Nakashima doit en assurer la réalisation mais celui-ci quitte le projet en décembre 2012. La sortie du film est alors repoussée à une date ultérieure. En décembre 2013, le site officiel annonce que la production est assurée par Tōhō, avec Shinji Higuchi comme réalisateur et Yusuke Watanabe et Machiyama Tomohiro comme scénaristes. En janvier 2014, le constructeur automobile Subaru réalise une publicité dans laquelle des Titans apparaissent.

### Tournage

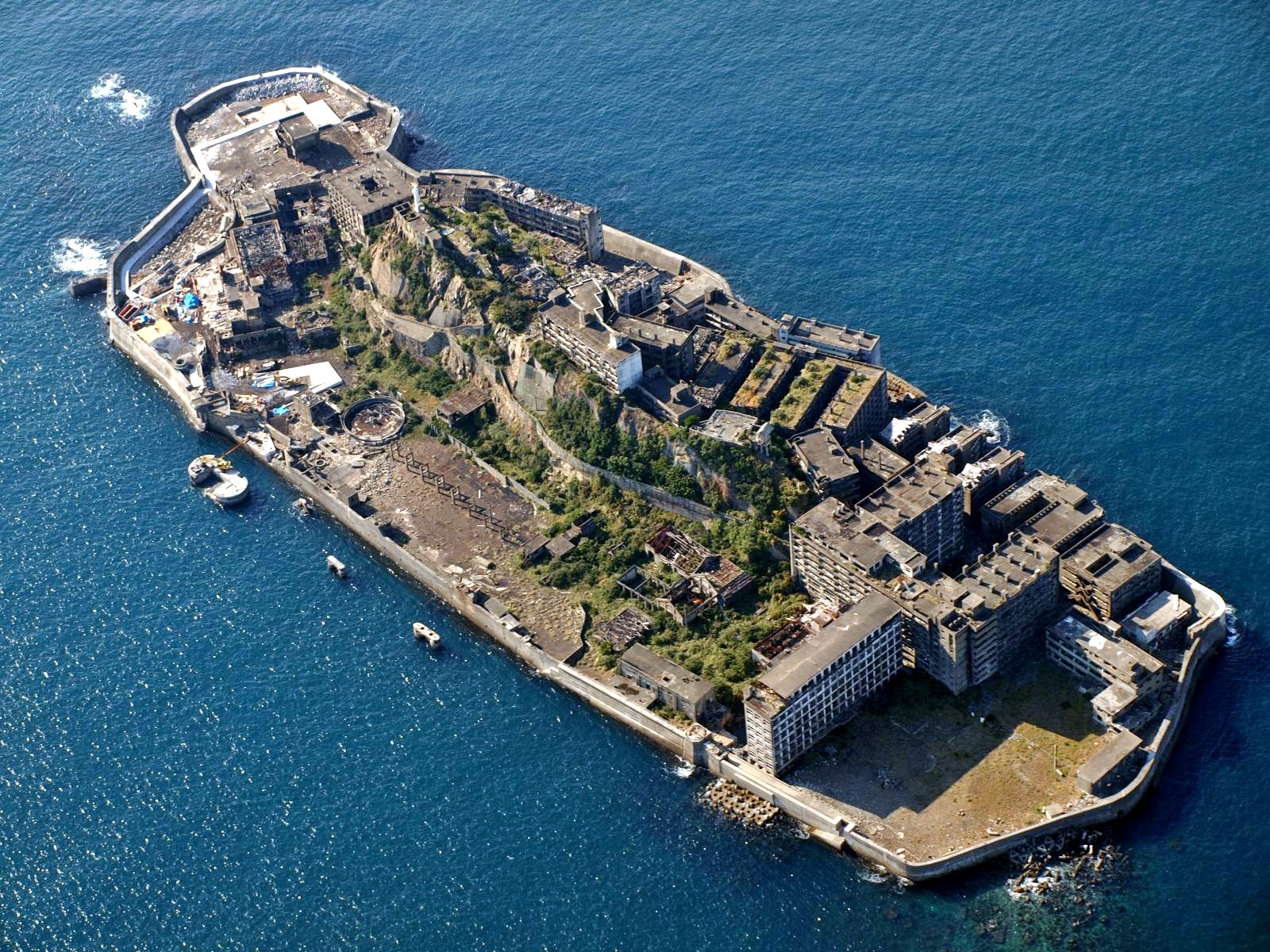
Vue aérienne de l’île de Hashima, lieu de tournage du film live.

Le tournage s’effectue durant l’été 2014 sur l’île de Hashima, surnommée Gunkanjima, tombée en ruines et désertée depuis les années 1970,. Le rôle d’Eren Jäger est interprété par Haruma Miura. Satomi Ishihara, Kiko Mizuhara, Kanata Hongo, Nanami Sakuraba et Takahiko Miura font également partie du cast et incarnent des personnages issus du manga. Sept personnages sont créés pour le film, notamment Shikishima, interprété par Hiroki Hasegawa, un personnage clé en tant qu'homme le plus fort de l’humanité. La sortie du film est prévue en deux parties ; la première sort le 1er août et la seconde le 19 septembre 2015. Pour accompagner cette sortie, un drama est diffusé sur le service de streaming dTV de NTT DoCoMo à partir du 15 août 2015,.

## Accueil

### Box-office
Lors de sa première semaine d'exploitation au Japon, le film se classe à la première place avec environ 600 000 000 de yens engrangés.